# The Tree (album)
The Tree è il decimo album in studio della cantautrice statunitense Lori McKenna, pubblicato il 20 luglio 2018 dalla CN Records. L'album è stato reso disponibile per lo streaming nella sua interezza il 13 luglio 2018, come parte della serie First Listen di NPR Music.
Il figlio di McKenna, Christopher, ha suonato il mellotron insieme a Cobb nel brano The Lot Behind St Mary's.

## Il disco
In precedenza, Happy People era stata incisa come cover dai Little Big Town per il loro album del 2017 The Breaker. Nel brano Cobb ha suonato una Rickenbacker a 12 corde in segno di omaggio a Tom Petty, morto poco prima che la registrassero.
In un'intervista al Boston Globe, McKenna ha definito People Get Old il pezzo forte del disco, ma ha ritenuto che non fosse adatto anche come titolo per l'album, scegliendo alla fine The Tree dopo aver riconosciuto quanto quella canzone dicesse sulla famiglia. Ha spiegato "Sono sempre stata attratta dagli alberi, stranamente, sin da quando ero piccola. Quindi nella mia testa quello era il titolo perfetto. People Get Old è ispirato a mio padre, si adatta all'idea che questo sia un disco che parla dell'avanzare degli anni e del vedere i tuoi figli andarsene e i tuoi genitori invecchiare. Quando fai dei figli quando sei ancora giovane, come è accaduto a me, arriva un punto nella vita in cui i tuoi figli escono di casa nello stesso momento in cui i tuoi genitori iniziano a mostrare segni di aver bisogno di più aiuto". Ha inoltre aggiunto "ho scritto questo pezzo con Natalie Hemby e Aaron Raitiere ed è stata un'esperienza gioiosa, volevamo che esprimesse come la tua famiglia è lì per te. Anche nei periodi della tua vita in cui non sei autenticamente te stesso, non ti sei capito, quella struttura familiare in qualche modo silenzioso è ancora lì per te mentre stai cercando di capire tutto. E se rimani, o vai da qualche altra parte e stai lontano, o torni, è lì per te".
Rispetto al suo primo disco con Cobb, The Bird and the Rifle, McKenna ha detto: "Penso che questo disco sia per molti versi simile, dal punto di vista sonoro e della band. Non è altrettanto intenso, ma il suono è molto simile. Non sono un'autrice che cambia molto, così ho la sensazione che le canzoni si susseguano una nell'altra anche se le storie che raccontano sono differenti. Il mio obiettivo è cercare di rendere le canzoni sempre più vicine dal punto di vista dei testi. Penso che sia molto simile all'ultimo disco: questo non è un disco dance, non ho ancora realizzato il mio disco di musica da discoteca."

## Accoglienza
L'album ha debuttato al numero 39 di Top Country Albums e al numero 3 di Americana/Folk Album Sales con 4000 copie vendute, che è il suo miglior risultato in classifica. Ad agosto 2018, l'album aveva venduto 5100 copie.

## Tracce
1. A Mother Never Rests – 2:45 (Barry Dean, Lori McKenna)
2. The Fixer – 3:28 (McKenna)
3. People Get Old – 3:42 (McKenna)
4. Young and Angry Again – 3:37 (Dean, Luke Laird, McKenna)
5. The Tree – 3:23 (Natalie Hemby, McKenna, Aaron Raitiere)
6. You Won't Even Know I'm Gone – 2:17 (McKenna)
7. Happy People – 3:26 (McKenna, Hailey Whitters)
8. You Can't Break a Woman – 3:13 (Hillary Lindsey, McKenna, Liz Rose)
9. The Lot Behind St. Mary's – 3:30 (McKenna)
10. The Way Back Home – 3:02 (Laird, McKenna)
11. Like Patsy Would – 2:58 (Lindsey, McKenna, Rose)